# 国際電気通信
国際電気通信株式会社（こくさいでんきつうしん）は、国際電気通信株式会社法の成立に伴い設立された、かつて存在した日本の特殊会社。略称はKDTK。国際無線電信、国際無線電話、国際海底線電話の設備建設保守を業務とする会社であった。

## 概要
国際電気通信株式会社は、1938年に日本無線電信株式会社と国際電話株式会社の合併により設立された。設立時の資本金は3,000万円。

### 合併の背景
1937年、第70回帝国議会貴族院議会において逓信大臣であった児玉秀雄を委員長し日本無線電信株式会社法の改正法律案が審議された。
委員会において、まず児玉秀雄は「対外無線電信の急速なる発展を図るため必要に迫られ日本無線電信株式会社法を制定し、この法を以って当該会社を設立し、無線電信の設備を当該会社より提供させ、政府はその設備を使用した。」、「その後対外無線電信事業は長足の進歩を遂げ、世界有数の地位を占むるに至った。その無線通信技術の著しい発達に依り、政府は更に、国際電話会社に無線電話の設備を提供させ、その設備を政府が使用し国際電話事業を開設した。」、「我が国の国際的地位の向上に伴い、無線電信と無線電話とを一緒にし、整備統一することは、通信政策上最も緊急と認められるとの認識に至った。」と海外無線電信と電話の状況および整備統一の必要性を述べている。
これに続き「日本無線電信株式会社と国際電話株式会社とに対して、両社の合併の勧誘をした処、両社に於いても、政府の趣旨に賛同すると表明したので、合併の準備に至った。海外通信用と海底電信の設備を業務とさせることで、有線無線相通じて、対外電気通信事業の合理化に備え、日本無線電信株式会社の名称を変更し事業を拡張する」と合併に必要性の趣旨を述べ、「日本無線電信株式会社が国際電話株式会社を吸収合併する形にし、名称が日本無線電信株式会社では適当でないので国際電気通信にしたい。」と合併の方法と会社名について説明を行っている。
副委員長後藤一藏の、「国際電気通信株式会社と云うものになった後、政府が之を政府のものとして使う考えか」との質問に対し、委員長児玉秀雄は「国際電気通信事業はおそらく相手方と協商を要しなければならない事情であるので、国有国営にしたほうがよいか、民有国営の形がよいか考えてみたが、統制の論理から言えば、国有国営が一番完備すると思うが、今日の国際事情から、特に対支等の関係から見ると国際交渉に上に於いて、民間会社の形を取っておいたほうが、交渉がどうも滑らかなような風に思うので、この事業の円満な発達を行った方がよいかと考えるので、国が全部之を取り上げるという考えを持っていない」と返答している。
この委員会の審議により、国際電気通信株式会社法案が即時に決議され、翌1938年、日本無線電信株式会社と国際電話株式会社が合併し、国際電気通信株式会社法による特殊会社とし国際電気通信株式会社が設立された。

### 事業の拡大
国際電気通信株式会社は、合併以前と同じく、対外無線電信電話の設備の建設、保守業務を行い、その設備を政府に供することによる使用料をその収入源とし、電信電話の運用業務は、政府が行った。
1939年、第74回帝国議会衆議院議会において当時の司法大臣兼逓信大臣であった塩野季彦の発議により国際電気通信株式会社法が改正された。
塩野季彦は、「電気通信施設が国家各般の活動の基礎的背説の一つであることは改めて申しあげることはないところである。日本は海に囲まれ大陸と離れている。満州および支那との提携を確固とし、国防、政治、経済および文化の緊密なる互助連環の期すためには、日満支三国間に間然することなき電気通信連絡を設定し、彼我間の距離を時間的に克服することが緊要である。之を急速に整備する必要を痛感している。」と発案の趣旨を述べている。
改正案の要点は、(1)「有線通信路（通信ケーブルの敷設）の建設、保守業務を加えること」、(2)「政府においても出資を行うとともに、民間出資に対して優先配当を行うこととし、会社に対しては一定期間公課の減免を行うことで、事業の遂行を助成する」、(3)「会社事業の国家的公共的使命が一段と増してきたことに対応し会社決議の取消、役員の解任および処罰等に関して政府の監督権を強化し、事業の適正なる運営に遺憾なからしめんとする」の三点であると説明している。
- 日本無線電信株式会社の設立時には、政府は現金出資ではなく現物出資を行っていた。

拡張された事業は、有線通信路の建設保守の他、(1)「外国における電気通信事業の経営」、(2)「外国における電気通信の設備及びその付属設備の貸与」、(3)「電気通信の設備及びその付属設備の建設および保守の請負」、(4)「電気通信の用品の製造および販売」の事業が国際電気通信株式会社法に追記された。

### 国際電気通信株式会社狛江工場
国際電気通信株式会社法の改正で、前述のとおり「電気通信の用品の製造および販売」事業が追記された。国際電気通信株式会社は1940年狛江村に土地119,000 m2を購入し工場建設し対外無線機を製造していた。

### 第二次世界大戦後
1948年（昭和23年）11月10日、連合国軍最高司令官総司令部により、国際電気通信の解散。通信部門は電気通信省に、機器部門は1949年（昭和24年）設立の国際電気に吸収された。

## 沿革
- 1937年（昭和12年） - 国際電気通信株式会社法制定。
- 1938年（昭和13年） - 国際電気通信株式会社創立。（日本無線電信株式会社・国際電話株式会社合併）
- 1939年（昭和13年） - 国際電気通信株式会社法改正。業務範囲を拡大。
- 1940年（昭和15年） - 国際電気通信株式会社狛江工場開業。八俣送信所開設。
- 1945年（昭和20年） - ポツダム宣言受諾。
- 1947年（昭和22年） - 国際電気通信株式会社のGHQ指令による解散。国際電気通信株式会社法廃止。
- 1947年（昭和22年） - 国際電気通信株式会社の施設(一部を除く)・業務・職員は逓信省に移管。
- 1948年（昭和23年） - 国際電気通信株式会社狛江工場は電元工業株式会社（現：新電元工業株式会社）となり、翌年独立し国際電気株式会社となる。